# Schwalenberg

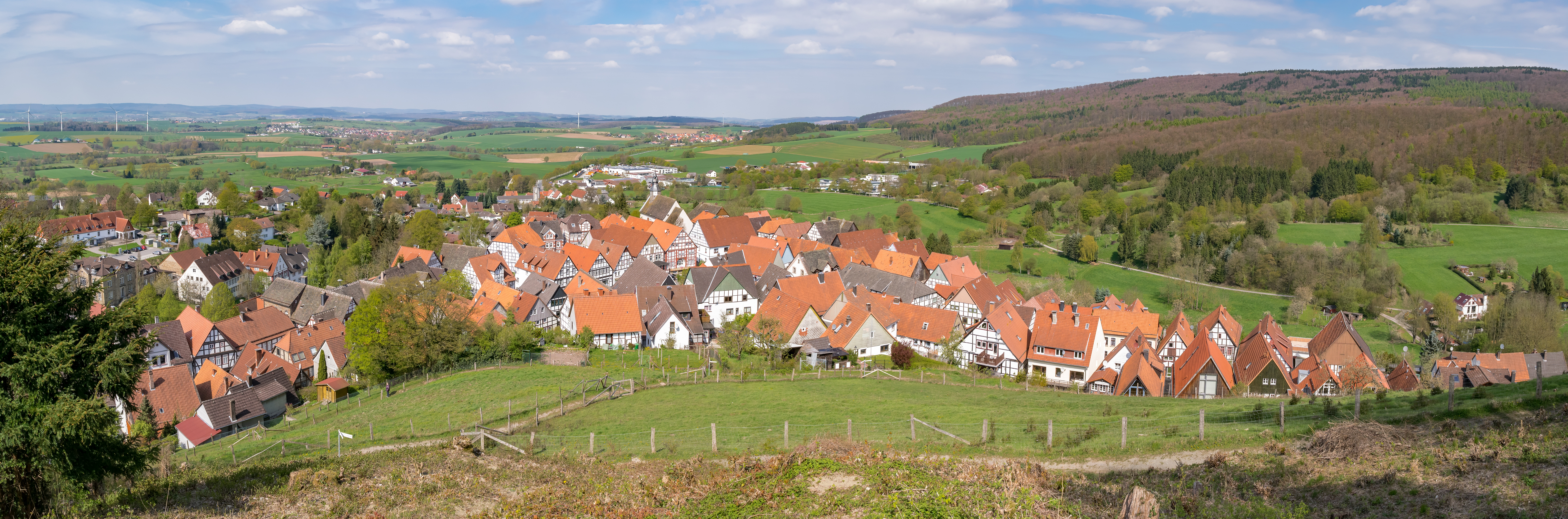
Schwalenberg

Schwalenberg ist einer der beiden namensgebenden Stadtteile von Schieder-Schwalenberg im Kreis Lippe in Nordrhein-Westfalen.

## Geschichte
Schwalenberg wurde erstmals 1127 als Sualenbergh schriftlich erwähnt. Weitere Schreibweisen sind über die Jahrhunderte belegt: Sualenberg (1127), Sualenberge (1130), Swaluenberch (1131), Swalenbergh (1136), Svalenberch (1148), Sualinberc (1184), Svalewenberch (1198), Swalenberc (1203), Swalenbergen (1235), Svalenbericg (1238), Svalenberic (um 1240), Swilemberch (1248), Sualimberch (1269), Svalenbergh (1298), Swalenberchghe (1329), Swalenborch (um 1451 in den Archidiakonatslisten), Swalinberge (1507 im Landschatzregister), Swalenbergk (1562 im Landschatzregister), Schwalenberg (1600 im Bürgerbuch Lemgo) und Suallenberg (1620).
Die Stadtrechte wurden erstmals 1258 und 1260 erwähnt.
Am 1. Januar 1970 wurde die damalige Stadt Schwalenberg durch das Gesetz zur Neugliederung des Kreises Detmold vom 2. Dezember 1969 mit den Gemeinden Brakelsiek, Lothe, Ruensiek, Schieder, Siekholz und Wöbbel unter Eingliederung von Teilen der Stadt Blomberg zur neuen Stadt Schieder-Schwalenberg zusammengeschlossen.

## Religion
In Schwalenberg existiert eine evangelisch-reformierte Kirche.

## Bauwerke

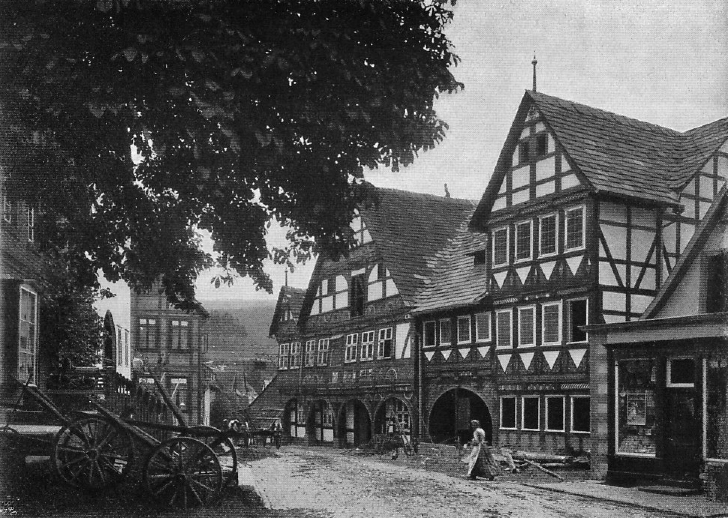
Das Rathaus in Schwalenberg um 1909

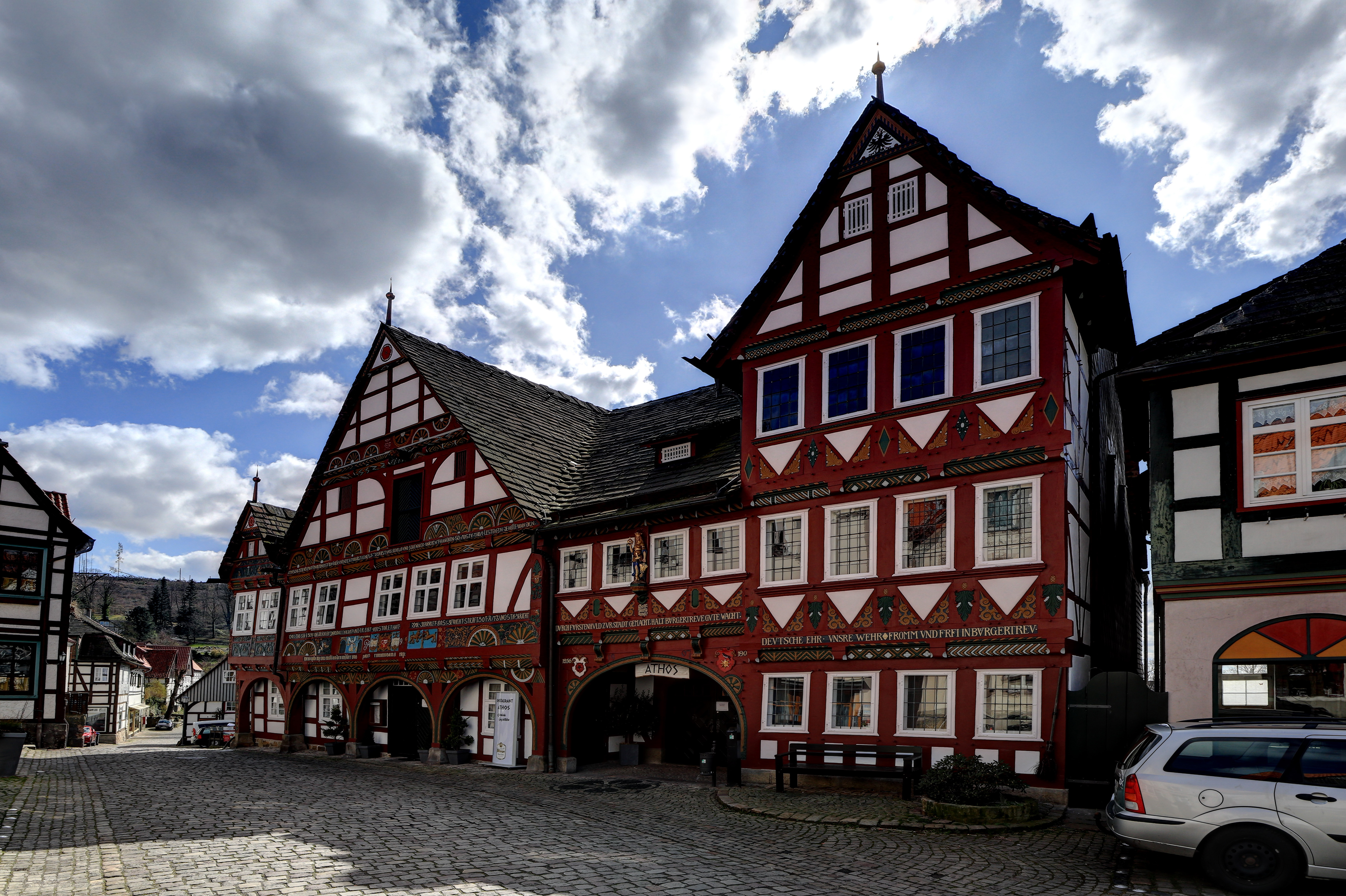
Rathaus Schwalenberg März 2020

Die Evangelisch-reformierte Pfarrkirche, ehemals St. Johannes der Täufer wurde nach einem Brand von 1307 als Saalkirche errichtet, wahrscheinlich Nachfolgerin der ursprünglichen Klosterkirche des Zisterzienser-Klosters Burghagen, das 1247 nach Falkenhagen verlegt wurde, liegt auf einer hohen Terrasse am nordwestlichen Rand der Altstadt. Das Innere verfügt über eine spätgotische Sakramentsnische von 1489. Die mit Flachschnitzereien versehenen Emporen stammen aus der 2. Hälfte des 17. Jahrhunderts. Zur weiteren Ausstattung gehören ein Hängeleuchter aus der 2. Hälfte des 17. Jh. und das Epitaph des Burkhard von Kanne zu Breitenhaupt († 1580) und seiner Gattin Anna von Exterde. Das Emmaus-Tafelbild im Chorraum (ca. 1670) gehört zu den bedeutendsten Malereien dieser Zeit im westfälischen Bereich.
Von der im Jahr 1228–1231 durch Volkwin den IV errichteten Burg Schwalenberg ist nur noch das Hauptgebäude vollständig erhalten. Der vorhandene Wohnbau wurde im Jahr 1627/28 wesentlich umgebaut, in den Jahren 1726 und 1802 und 1806 teilweise abgerissen und 1911–13 umfassend im Stil der späten Weserrenaissance erneuert. Heute sind in der Burg Schwalenberg ein Restaurant und Ferienwohnungen untergebracht.
Bedeutendstes Bauwerk des kleinen Ortes ist das in Fachwerk errichtete Schwalenberger Rathaus. Der zweigeschossige Kernbau, der im Erdgeschoss hinter einer offenen Laube eine Verkaufshalle enthielt, wurde 1579 erbaut. Der linke Anbau wurde 1603 hinzugefügt, um eine heizbare Ratsstube zu erhalten. 1907 wurde das Gebäude auf der rechten Seite nochmals erheblich erweitert. Stilistisch orientierte man sich dabei an den Schmuckformen des Altbaues. Die Hölzer des Ursprungsbaues sind überreich mit Schnitzereien versehen. An den Brüstungsbohlen finden sich Fächerrosetten und figürliche Darstellungen. Der nur wenig jüngere Anbau ist mit Rankenornamenten und Beschlagwerk versehen.

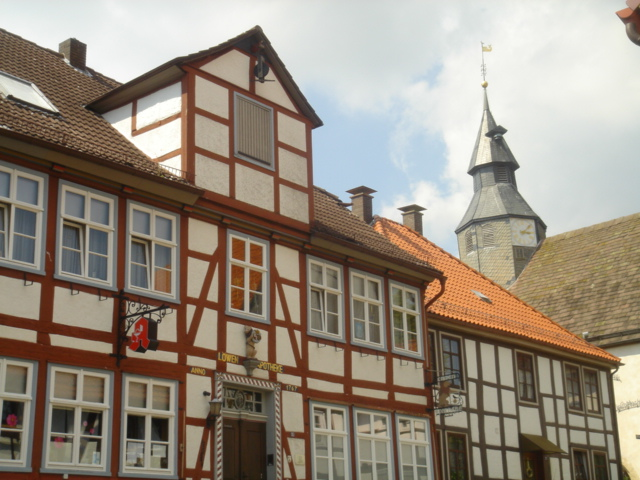
Löwenapotheke

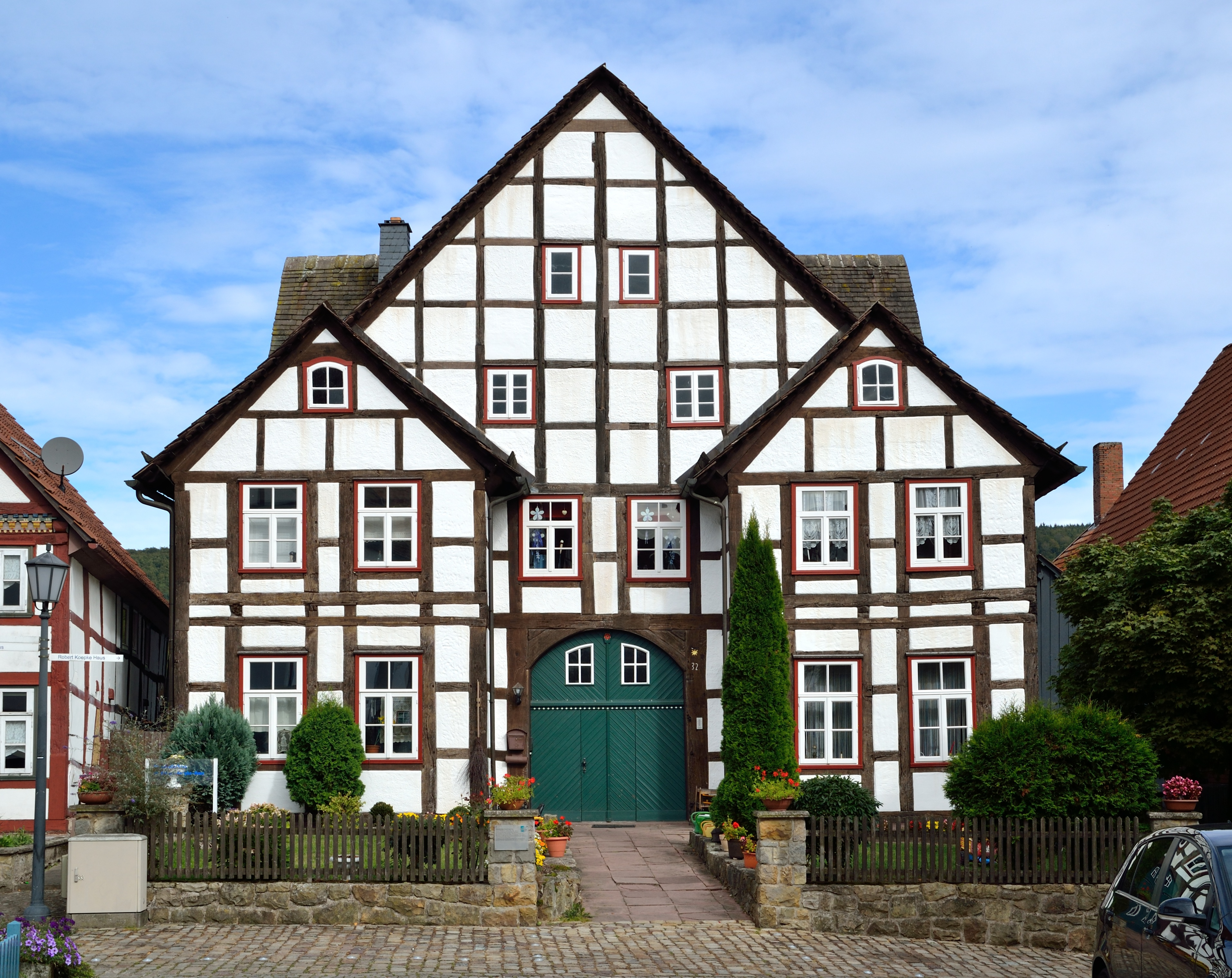
Marktstraße 32

Noch immer wird die Schwalenberger Innenstadt von zahlreichen Wohnbauten in Fachwerk geprägt, deren älteste Vertreter aus dem 16. Jh. stammen. Einige Häuser weisen bis heute die für die Weserregion typische Deckung aus dünnen Sandsteinen auf, die aus dem Solling stammen. Hervorzuheben sind:
- Brauergildestraße 4. Zweigeschossiges Dielenhaus von 1601
- Brauergildestraße 5. Dielenhaus von 1611 mit reich beschnitztem Torbalken.
- Brauergildestraße 21 (Löwenapotheke). Schlichtes Traufenhaus mit klassizistischer Haustür, bezeichnet 1767.
- Marktstraße 32. Das schlichte Dielenhaus beeindruckt vor allem durch seine symmetrisch angeordneten Utluchten an der Vorderfront.[6]
- Papenwinkel 2. Vierständerbau von 1592

Bemerkenswert ist auch der denkmalgeschützte Jüdische Friedhof.

## Persönlichkeiten

### Söhne und Töchter von Schwalenberg
- Johann Christian Lünig (1662–1740), deutscher Jurist, Historiker und Publizist, geboren in Schwalenberg
- Theodor Deppe (1836–1916), deutscher Lehrer und Heimatforscher, geboren in Schwalenberg
- Karl von Rodewald (1845–1935), preußischer Generalleutnant, geboren in Schwalenberg
- Hans Hüneke (1934–2015), deutscher Olympiateilnehmer, geboren in Schwalenberg

### Personen, die in Schwalenberg gewirkt haben
- Leander van Eß (1772–1847), Bibelübersetzer, von 1802 bis 1812 Pfarrer in Schwalenberg